# 斯泰利亚诺斯·詹纳科普洛斯
斯泰利亚诺斯·詹纳科普洛斯（希臘語：Στυλιανός Γιαννακόπουλος，Stylianos Giannakopoulos，1974年7月12日—），是一名希臘足球運動員，擔任中場，現時效力希臘足球超級聯賽球會拉里薩。他的球衣通常印上Stelios（斯泰利奧斯），而非他的姓氏。
簡拿高普路斯在2003年出國加盟英超的保頓後，迅速坐穩主力地位，打出名堂。於2008年夏季遭放棄後轉投，但半季後只獲一次正選上陣機會，於2009年1月22日返回希臘。

## 榮譽
奧林比亞高斯
- 希臘足球超級聯賽：1996/1997、1997/1998、1998/1999、1999/2000、2000/2001、2001/2002、2002/2003
- 希臘盃：1999年

保頓
- 英超亞洲挑戰盃：2005年

希臘
- 2004年歐洲國家盃：冠軍

個人獎項
- 希臘足球先生：2003年
- 希臘第二級聯賽最佳球員：1995年

## 外部連結
- 足球数据库：簡拿高普路斯的球员统计数据